# Objetivo: la Luna
Objetivo: la Luna (en original y en francés: Objectif Lune) es el decimosexto álbum de Las aventuras de Tintín, la serie de cómics del dibujante belga Hergé. La historia fue inicialmente serializada semanalmente en la revista belga Tintín, de marzo a septiembre de 1950 y de abril a octubre de 1952, antes de ser publicada en un volumen recopilado por Casterman en 1953. La trama cuenta cómo el joven reportero Tintín y su amigo el capitán Haddock reciben una invitación del profesor Tornasol para llegar a Syldavia, donde Tornasol está trabajando en un proyecto secreto en una instalación gubernamental segura para planear una misión tripulada a la Luna.
Desarrollado a través de sugerencias de los amigos de Hergé, Bernard Heuvelmans y Jacques Van Melkebeke, Objetivo: la Luna fue producido siguiendo una extensa investigación de Hergé sobre la posibilidad de viajes espaciales humanos —una hazaña que aún no se había logrado— en la que el dibujante buscaba un trabajo tan realista como fuera posible. Durante la serialización de la historia, Hergé creó los Studios Hergé, un equipo de dibujantes con sede en Bruselas para ayudarlo en el proyecto. Hergé concluyó que la historia comenzó en este volumen con Aterrizaje en la Luna, mientras que la serie se convirtió en una parte definitoria de la tradición de los cómics franco-belgas.
Los críticos especializados elogiaron el detalle ilustrativo del libro, pero han expresado puntos de vista mezclados de la narración. La historia fue adaptada tanto para la serie animada de Belvision de 1957, Hergé's Adventures of Tintín, como para la serie animada de 1991 Las aventuras de Tintín de Ellipse y Nelvana.

## Argumento

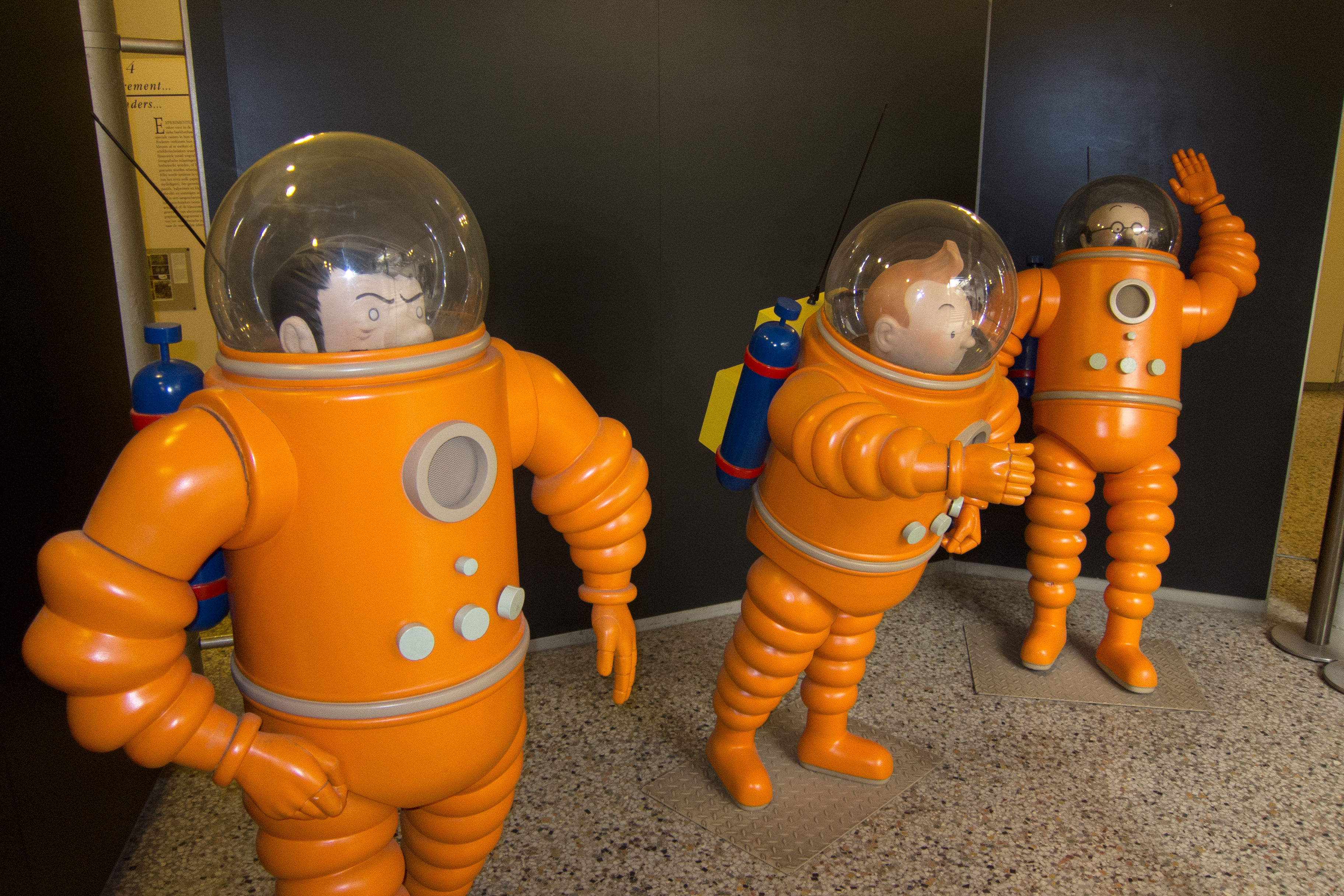
Personajes de Tintín en sus trajes espaciales, en el Museo Belga de Cómics en Bruselas.

Tintín, Milú y el capitán Haddock llegan de viaje al castillo de Moulinsart, donde reciben de Néstor un telegrama del profesor Silvestre Tornasol, en el que les pide que se reúnan con él en Syldavia. Allí llegan para unirse al profesor, que ha recibido el trabajo del gobierno syldavo para construir secretamente una nave espacial que volará a la Luna. Al llegar al Centro de Investigación Atómica de Sprodj, se reúnen con el director gerente del Centro, el Sr. Baxter, y el asistente de Tornasol, el ingeniero Frank Wolff. Después de presenciar la prueba de Tornasol de un nuevo casco multiplex para la misión planificada, se les informa del plan. Haddock está en contra de la idea, pero debido a sus problemas auditivos, Tornasol en su lugar cree que está de acuerdo. Un prototipo de subescala no tripulado del cohete —el «X-FLR6»— es lanzado en una misión circunlunar para fotografiar la cara oculta de la Luna y probar el motor nuclear del cohete de Tornasol. Antes del lanzamiento, el radar del centro detectó un avión que dejó caer tres paracaidistas no identificados cerca de las instalaciones. Uno de los hombres muere de un paracaídas que funciona mal; el incidente coincide con la llegada de los detectives de policía Hernández y Fernández, de los que inicialmente sospechan los syldavos como los intrusos paracaidistas.

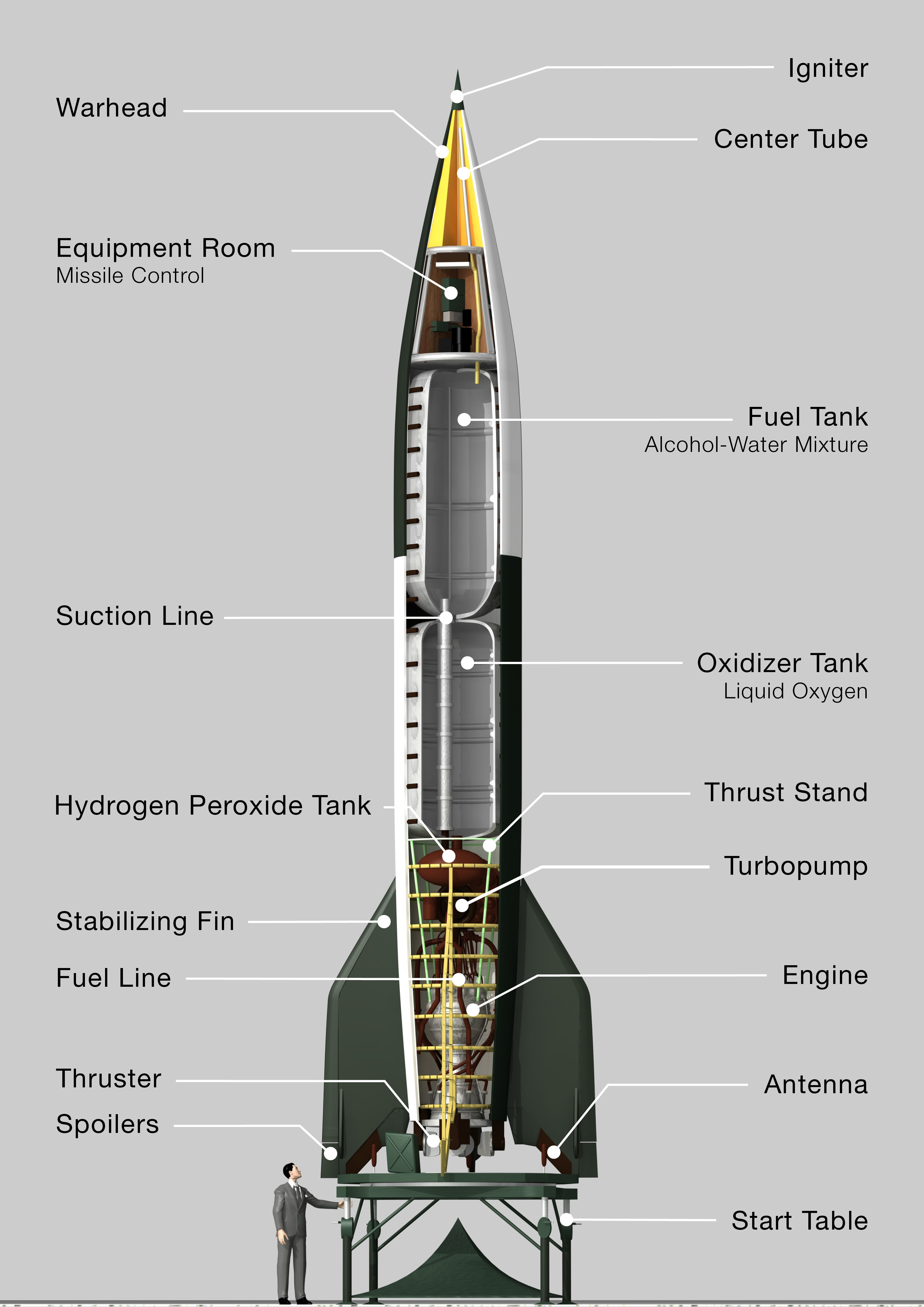
Diseño de un V-2, muy similar al elaborado por Hergé y que aparece en las páginas de Objetivo: la Luna.

Tintín se dispone a localizar a los espías, diciéndole a Haddock que lo siga desde la base, ya que sospecha que hay un respiradero en el interior de las montañas que rodean las instalaciones. Wolff sigue a Haddock por sospecha. Cuando Tintín detecta a los paracaidistas, estos le disparan antes de que sea capaz de hacer cualquier cosa. Simultáneamente, la base experimenta un corte de energía, y se produce una confusión, en la que ni Haddock ni Wolff son capaces de explicar claramente lo que sucedió.

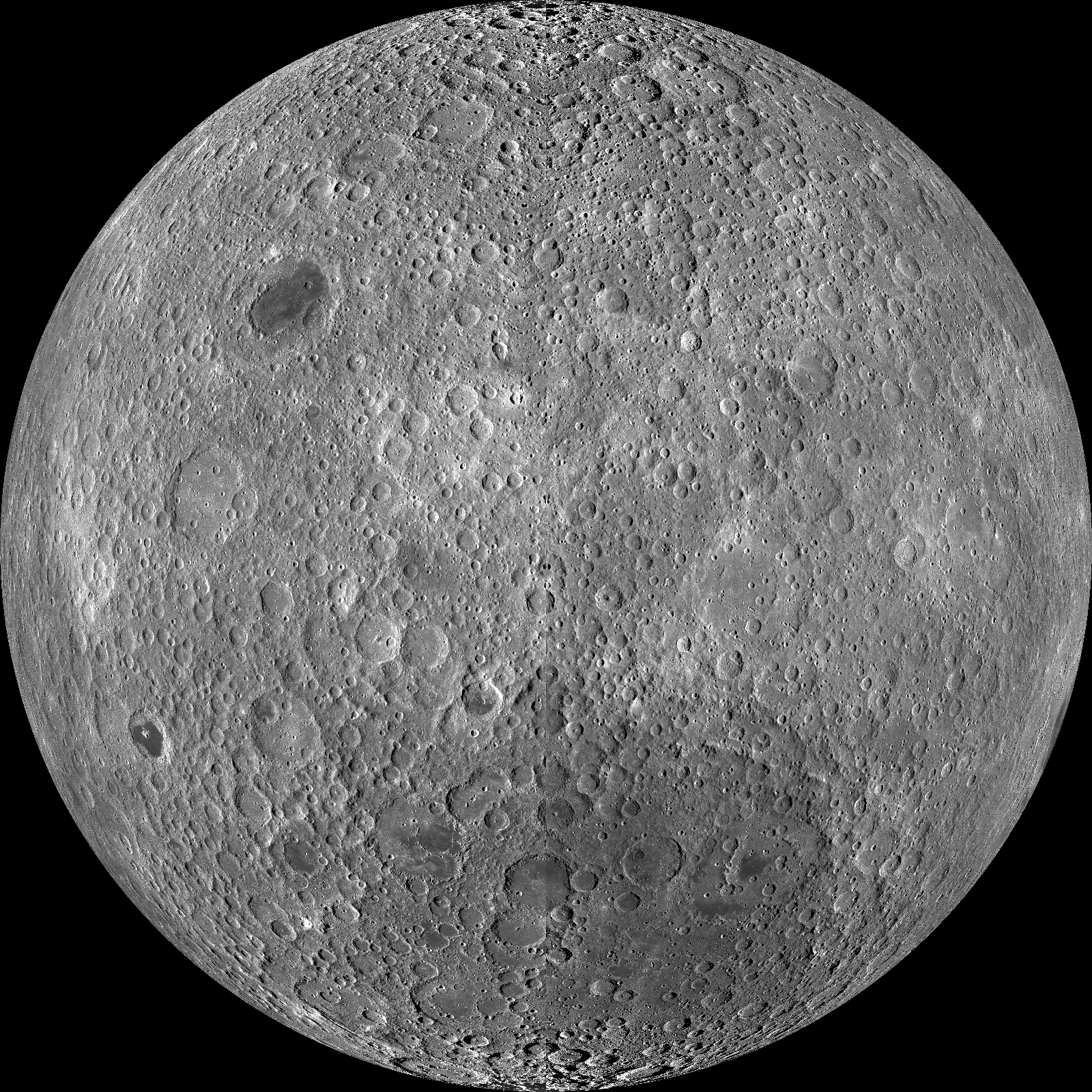
Una fotografía de la cara oculta de la Luna, el objetivo principal de la misión encargada por el gobierno syldavo a Tornasol.

Este incidente confirma las sospechas del Centro de que los paracaidistas eran agentes de una potencia extranjera, pero Tintín teme que los esfuerzos para rastrear cualquier información filtrada sería inútil. El cohete se lanzó con éxito y orbita la Luna como estaba previsto, pero a su regreso es interceptado por la potencia extranjera antes mencionada, que han utilizado la información filtrada sobre el control de radio del cohete. Sin embargo, Tintín había anticipado esto y le pidió a Tornasol que instalara un mecanismo de autodestrucción para el cohete, y el Centro destruye el cohete para evitar que caiga en manos enemigas. Tintín razona que debe haber habido un espía interior que filtró información a los paracaidistas, pero no se encuentran sospechosos. Es entonces cuando comienzan los preparativos para la expedición tripulada a la Luna, pero después de una discusión con Haddock, en la que éste acusa a Tornasol de «hacer el indio», el profesor se encoleriza con el capitán. Por lo general el profesor malentiende todo lo que Haddock dice, debido a que es «duro de oído», Tornasol llevaba un audífono esta vez, y entendió a Haddock demasiado bien. Implacable, Tornasol enojado le da a Haddock un recorrido obligado por el cohete lunar para mostrarle que no «hacía el indio». Sin embargo, al hacerlo, Tornasol se olvida de mirar hacia dónde se dirige, cae por una escalera y sufre amnesia en su golpe.
Cuando la memoria de Tornasol no llega a ser devuelta, Haddock opta por usar un choque violento para superar la amnesia de Tornasol, aunque sus intentos repetidamente fracasan. Finalmente, después de repetir accidentalmente la frase «hacer el indio», Haddock desencadena con éxito la recuperación de Tornasol. Después de recuperar sus conocimientos sobre el cohete, la construcción es finalmente completada, y los preparativos finales quedan instalados. En la noche del lanzamiento, Haddock inicialmente se retira, pero después de oír a Hernández y Fernández sentir que sería demasiado viejo para ir, el capitán declara airadamente que se partirá al viaje espacial. La tripulación finalmente sube al cohete y más tarde pierde la conciencia cuando el cohete despega con éxito, debido a la repentina fuerza g. A pesar de intentar hacer contacto por radio, el equipo de tierra no establece conexión con el aparato y el libro termina con el cohete volando hacia la luna mientras el equipo de tierra trata de establecer contacto por radio en repetidas ocasiones sin recibir respuesta.

## Historia

### Contexto
Hergé ideó por primera vez la idea de enviar a Tintín en una misión a la Luna mientras trabajaba en El templo del Sol (1949). Su decisión de entrar en el campo de la ciencia ficción podría haber sido influenciada por su rivalidad amistosa con su colega Edgar P. Jacobs, que recientemente había tenido éxito con su propio cómic de ciencia ficción, El secreto del pez espada (1950-53). Decidió que sería un arco de dos volúmenes, como lo había demostrado con éxito sus arcos anteriores, El secreto del unicornio (1943) y El tesoro de Rackham el Rojo (1944), y Las siete bolas de cristal (1948) y El templo del Sol. Su intención inicial era comenzar esta historia después de la culminación de El templo del Sol, pero tanto su esposa Germaine Remi como su amigo Marcel Dehaye lo convencieron de que siguiera con la En el país del oro negro (1950), una historia que había dejado sin terminar, en su lugar.

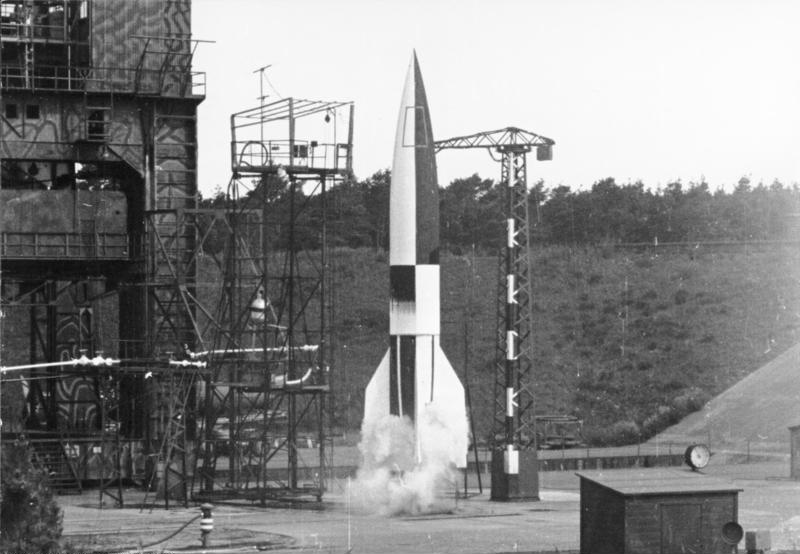
Instalaciones similares a las de la historia y lanzamiento de un V-2 por científicos nazis en Peenemünde, en 1943.

Buscando consejo sobre la historia, Hergé consultó a su amigo Bernard Heuvelmans, que había sido autor del libro de no ficción L'Homme parmi les étoiles (1944). En otoño de 1947, Heuvelmans y Jacques Van Melkebeke desarrollaron un guion para la historia, que dieron a Hergé. Esta versión basó la expedición lunar de Tornasol en un lugar ficticio, Radio City, en los Estados Unidos. Presentaba un regreso del profesor Decimus Phostle, un personaje que había aparecido previamente en La estrella misteriosa (1942), pero esta vez como un antagonista; Phostle había vendido los secretos de la misión con el fin de obtener fondos para comprar un diamante para la actriz Rita Hayworth. A principios de 1948, Hergé produjo dos páginas en blanco y negro de esta versión de la historia antes de abandonarla. Hergé conservó algunos elementos de este guion original en su versión final, es decir, las escenas en las que Haddock bebe whisky en un ambiente libre de gravedad y en el que Haddock va a un paseo espacial y casi se convierte en un satélite de Adonis, que aparecen en las páginas 5 y 8 de Aterrizaje en la Luna. Sin embargo, Heuvelmans pensó que su influencia en la historia era más significativa, afirmando que «al pasar por los dos libros, nosotros (él y Van Melkebeke) realmente tuvimos la impresión de que era lo que habíamos hecho originalmente al principio, eso fue todo».

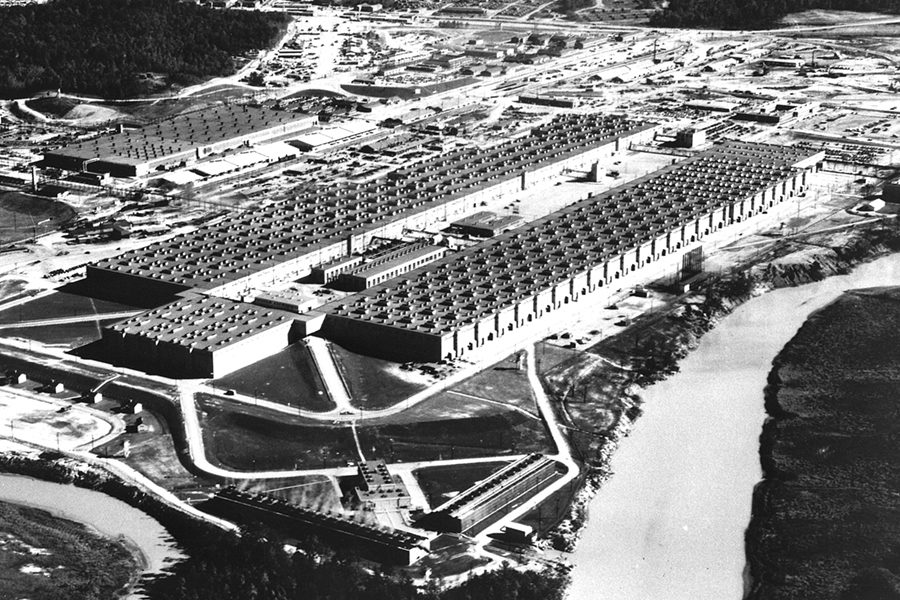
El Centro de Investigación Atómica Sprodj se basaba en la planta K-25 del Oak Ridge Centre de Tennessee (en la imagen).

Hergé esperaba que la historia fuera lo más realista posible y trató de evitar elementos fantásticos. En sus propias palabras, «no hay hombres de la Luna, ni monstruos, ni sorpresas increíbles». Para asegurar este realismo, recopiló una amplia gama de documentos sobre cohetes y viajes espaciales con los que realizar investigaciones. En esto él fue ayudado por Heuvelmans, que recogió cuadros de los cohetes y de las instalaciones atómicas de la investigación para él. El archivo de investigación de Hergé incluía un artículo de la revista estadounidense Collier's, que hablaba sobre cómo la humanidad podía llegar a la luna, así como libros de Pierre Rousseau y Auguste Piccard. Otro trabajo que utilizó fue L'Astronautique (1950), un libro sobre el viaje espacial putativo por el físico Alexander Ananoff, con quien Hergé comenzó una correspondencia en abril de 1950. También visitó el Centro de Investigación Atómica de Ateliers de Constructions Electriques de Charleroi, poniendo en marcha una correspondencia posterior con su director, Max Hoyaux. Hergé incorporó gran parte de esta información técnica a la historia, pero la yuxtapuso con momentos de humor para hacerla más accesible a sus jóvenes lectores.

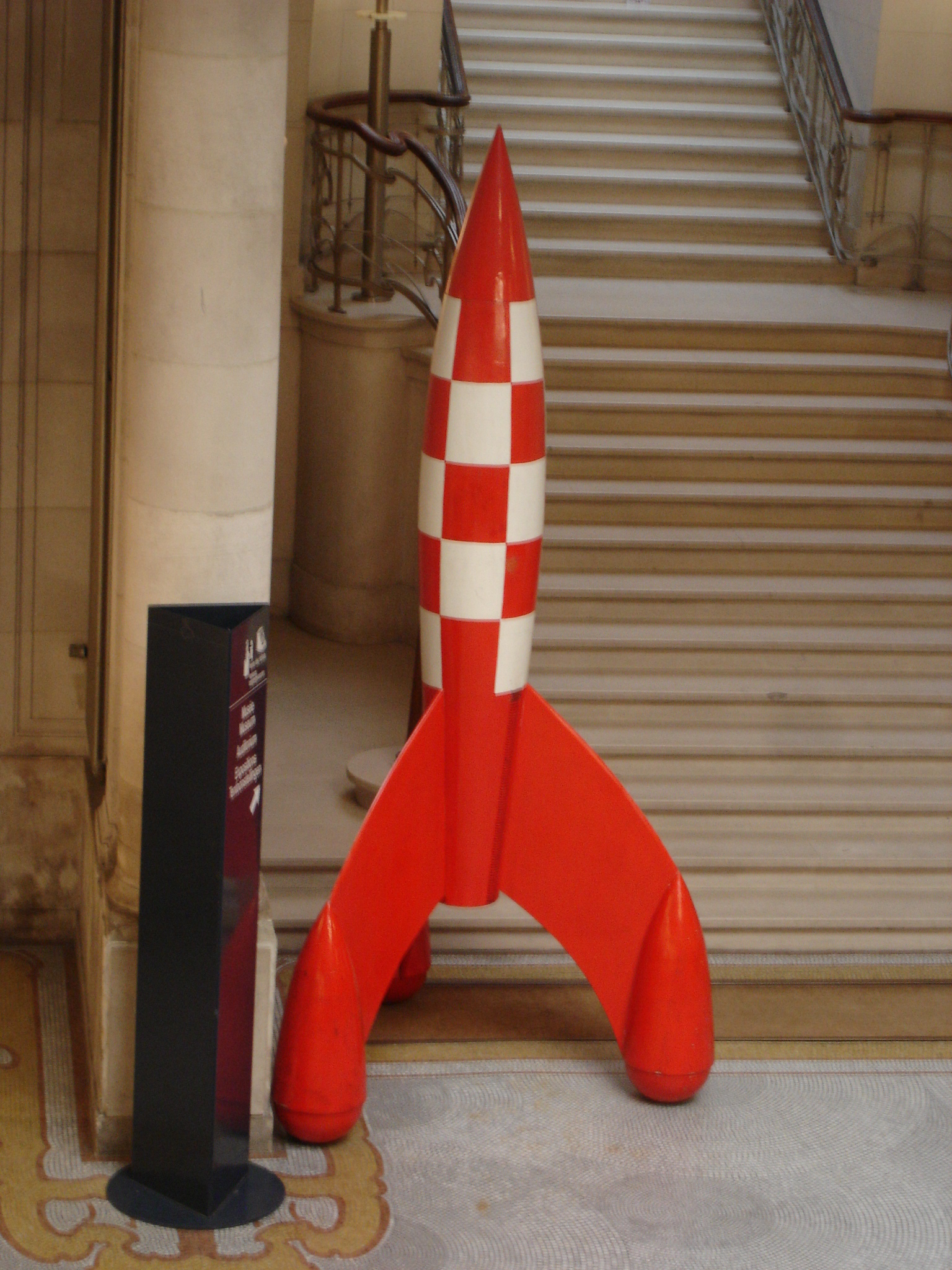
Recreación en el Museo Belga.

Según los críticos literarios Jean-Marc Lofficier y Randy Lofficier, las posibles influencias ficticias sobre la historia de Hergé incluyen la novela de 1870 de Julio Verne Alrededor de la Luna y la película estadounidense de 1950 Destination Moon. Hergé se inspiró ciertamente en una serie de imágenes fotográficas de la película Destination Moon que había sido publicada. El sistema informático del centro espacial Sprodj se basó visualmente en el UNIVAC I, el primer ordenador que se creó con fines no militares, mientras que el Centro de Investigación Atómica Sprodj se basaba en el Oak Ridge Centre de Tennessee. Hergé basó su cohete espacial en los diseños del cohete V-2 que había sido desarrollado por los científicos alemanes durante la Segunda Guerra Mundial. El patrón de color rojo y blanco del cohete de Hergé se basó en una ilustración de un V-2 que Hergé había descubierto en el libro de 1947 de Leslie Simon German Research in World War II. Comisionó la construcción de un cohete modelo con partes desmontables de su ayudante Arthur Van Noeyen. Llevó el modelo a París donde lo mostró a Ananoff, preguntándole si era una representación realista de lo que podría ser un cohete lunar. Entonces utilizaron el modelo el cual dibujó con exactitud al producir el cómic.
Hergé también insertó un cameo de Jacobs en la historia, utilizando como base para un científico que aparece en la página 40 de Objetivo: la Luna, un guiño a la inclusión de Jacobs de una referencia a Hergé en uno de sus misterios Blake y Mortimer, El misterio de la Gran Pirámide (1954).

### Publicación

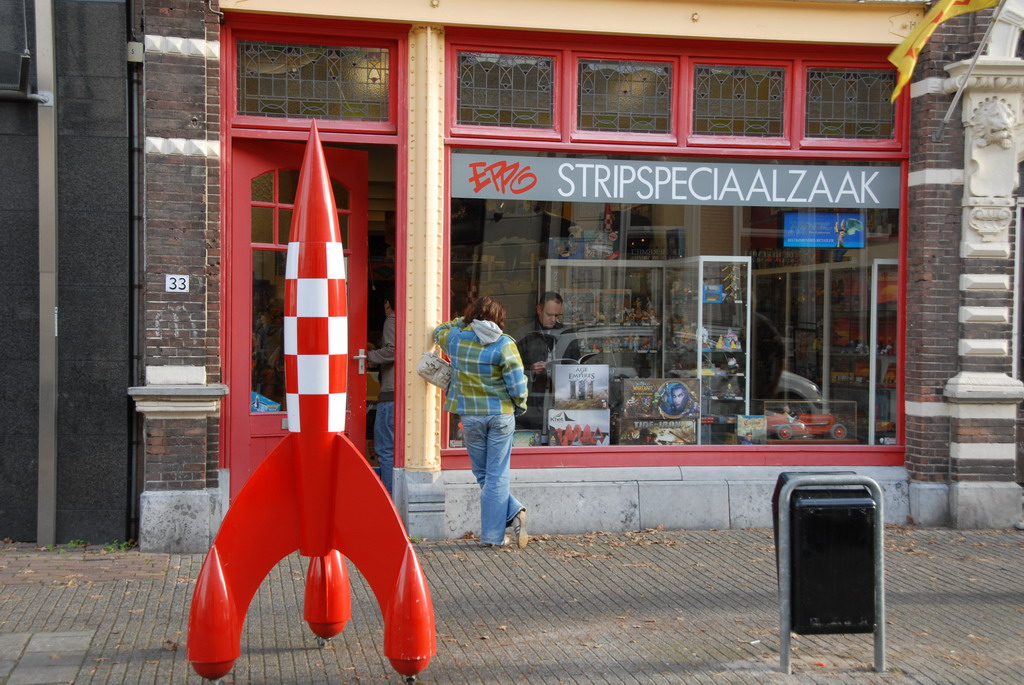
Reproducción del X-FLR 6, el cohete espacial de la historieta, en la entrada a una librería en Eindhoven.

Hergé anunció la próxima historia con dos portadas consecutivas de la revista Tintín cada una representando la Luna. La historia comenzó la serialización en la revista belga Tintín del 30 de marzo de 1950, en lengua francesa. Comenzó entonces la serialización sobre la frontera con Francia, en la edición de la revista de ese país, a partir del 11 de mayo de 1950. Durante este tiempo, hubo cambios en la forma en que Hergé condujo su trabajo; el 6 de abril de 1950, creó los estudios Hergé como compañía pública. Los estudios se basaron en su casa de la avenida Delleur en Bruselas, ya que Hergé había adquirido una casa de campo en Céroux-Mousty, que se convirtió en el domicilio principal de él y su esposa Germaine. Los estudios prestarían tanto apoyo personal a Hergé como apoyo técnico para su trabajo en curso. Contrató a Bob de Moor como su aprendiz primario en los estudios en marzo de 1951.
La historia fue reunida y publicada por ediciones Casterman como Objectif Lune en 1953. El título había sido la elección de Hergé, habiendo rechazado la sugerencia de Casterman de Tintín y el cohete nuclear. Para la publicación en forma de libro, la historia fue recoloreada, con varios cambios hechos; por ejemplo, en la versión serializada, los uniformes usados por el personal eran verdes, y se cambiaron a azul en el volumen del libro. También se eliminaron varias escenas. Hergé envió una copia a Ananoff, con un mensaje que decía: «Tu ayuda y tu conocimiento ha sido invaluable, permitiéndome llevar mis pequeños personajes a la Luna... y traerlos de vuelta sanos y salvos». Una traducción en inglés del libro fue publicada en 1959 por Methuen y en 1958 en español por Editorial Juventud.
Marcando los aterrizajes en la Luna del Apollo 11 en 1969, Hergé produjo una ilustración en la que el astronauta de la NASA Neil Armstrong acaba de llegar a la Luna, sólo para ser recibido por Tintín, Milú, Haddock y Tornasol llevando rosas y una señal de bienvenida. Ese mismo año, la revista francesa Paris Match le encargó producir un pequeño cómic documentando los aterrizajes del Apolo 12.

## Acogida de la crítica
Jean-Marc Lofficier y Randy Lofficier creían que la historia de dos partes «pertenece» a Tornasol, porque su «visión cósmica mueve la historia hacia adelante». También expresaron la opinión de que Wolff era un personaje único en las aventuras de Tintín, lo que sugiere que es semejante a un personaje de una novela de John le Carré. Ellos sintieron que la aventura de la Luna era «Hergé en su mejor expresión... un logro triunfal a todos los niveles», concediendo a ambas mitades de la historia cinco estrellas de cinco. Harry Thompson describió la aventura de la Luna entera como «una obra maestra técnica» como resultado de su «extrañamente exacta» representación de la Luna. El biógrafo de Hergé, Pierre Assouline, sintió que las dos aventuras lunares «marcan una etapa en el desarrollo del trabajo de Hergé». Por el contrario, el biógrafo de Hergé Benoît Peeters fue crítico con el arco de la historia de dos partes, indicando que no tenían «ni la animación y el dinamismo» de El secreto del unicornio y El tesoro de Rackham el Rojo, ni la calidad sobrenatural de Las siete bolas de cristal y El templo del sol.

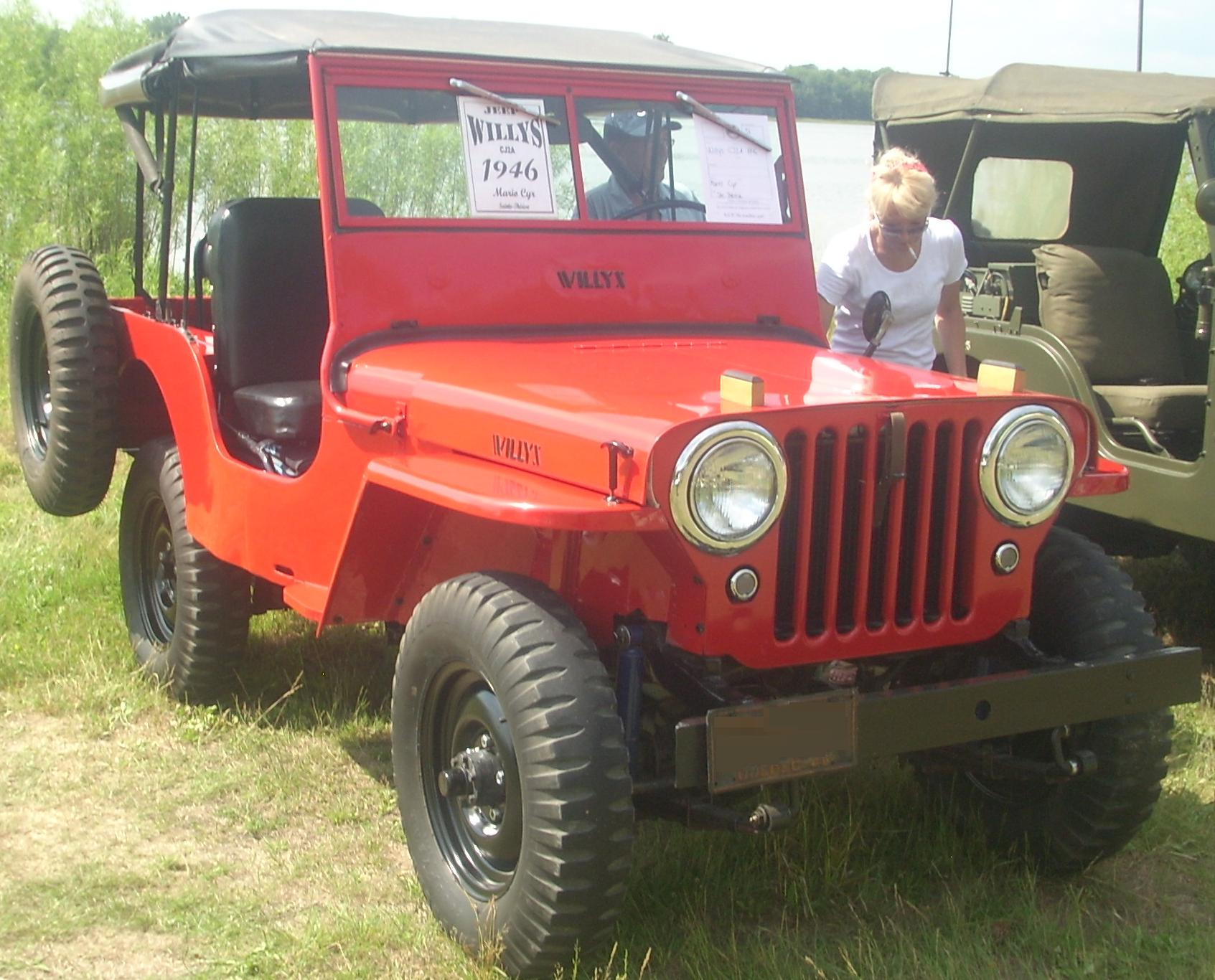
Un Jeep CJ-2A, el modelo (en azul) que aparece en la historieta y en la portada del libro.

En su estudio psicoanalítico de Las aventuras de Tintín, el crítico literario Jean-Marie Apostolidès elogió el arco de Objetivo: la Luna-Aterrizaje en la Luna por su «atención meticulosa a los hechos científicos», pero agregó que esto también había dado a la historia «cierto tono pedagógico». Añadió que en estas historias, la división principal era «ya no el Bien y el Mal» como lo había sido en las aventuras anteriores, sino «verdad frente a error». Apostolidès opinó que a pesar de ser un personaje «quisquilloso y algo ridículo», a través de sus logros científicos Tornasol crece a la «estatura de un gigante» en este arco, eclipsando al antepasado Sir Francis Haddock (del Secreto del unicornio). Él continúa afirmando que al convertirse en el «ancestro sagrado», el viaje a la luna se convierte en «una búsqueda mística» con la ciencia como su guía. Dibujando comparaciones entre este arco y la historia del Templo del Sol, dibujó vínculos simbólicos entre el centro científico y el templo inca del Sol, pero señaló que aquí Tornasol era el «sumo sacerdote» en lugar de la víctima sacrificial como lo había sido la historia anterior. Pasando a discutir el cohete lunar en estas historias, Apostolidès lo describió como un «objeto fálico» que penetró en el «territorio virgen» de la Luna. Al mismo tiempo, describió el cohete como un «vientre materno» en el que los exploradores espaciales dormían.
El crítico literario Tom McCarthy afirmó que en el arco de Objetivo: la Luna-Aterrizaje en la Luna, Tornasol «encarna la propia posición de Hergé, en tiempo de guerra, girada en un ambiente de posguerra», representando un genio impulsado por su trabajo cuyas actividades son coincidentes a causas nacionales y políticas. Él sugirió que la escena en la cual el capitán Haddock monta un caballo de papel como pantomima para que despierte Tornasol de su amnesia, se puede contrastar con las muchas escenas en las cuales Haddock se tira de la parte posterior de un caballo durante las aventuras. McCarthy también interpretó la escena en la que Tornasol llora y se desgarra en su pelo en respuesta a la captura del cohete por el enemigo como reflejo de las ansiedades de Hergé de tener su trabajo publicado y reinterpretado por sus lectores. También opinó que varias escenas de Objetivo: la Luna reflejaban temas recurrentes a lo largo de la serie; sugirió que los intentos de Haddock de contrabando de whisky en Syldavia se hicieron eco del contrabando de tesoros en El secreto del unicornio, mientras que la «corrección» en la que Hernández y Fernández eran reconocidos como no espías reflejaba un tema de correcciones en la serie. También creía que había un ejemplo de la vulgaridad secreta de Hergé dentro de Objetivo: la Luna, con un diagrama encima de la cabeza de Tornasol en una escena semejante a las nalgas.